# バッドラック・ムーン
『バッドラック・ムーン』（原題：Void Moon)は、アメリカ合衆国のミステリー作家マイクル・コナリーによる9番目の小説。
2000年に出版され、ノン・シリーズとしては3番目の作品である。
女性の泥棒キャシー・ブラックがラスベガスで大金を盗み出そうとする事件の顛末を描く。

## ストーリー
キャシー・ブラックはポルシェの販売店に勤める前科者である。彼女は6年半前にマックス・フリーリングと共謀して、ラスベガスのカジノ客から大金を盗もうとしたが失敗し、5年間刑務所に服役していた。その事件では、潜入捜査官（後述のジャック・カーチ）がカジノ客になりすまして、部屋にマックスが侵入してきたところを押さえたが、マックスは部屋の窓から飛び降りて死亡、見張り役だったキャシーは逮捕された。そのとき彼女はマックスの子を身ごもっており、刑務所に服役中に娘を出産して養子に出しており、出所後も彼女は娘の成長を陰から見守っていた。
近い将来、娘と養父母の一家がパリに引っ越すと知ったキャシーは、大金を手に入れて娘と高跳びしようと企み、盗みの口利きをするレオ・レンフロに仕事を求める。そのレオが紹介してきた仕事の現場は、よりによってマックスと彼女が失敗したホテル、クレオパトラだった。レオは最近風水や占星術にはまっており、「ヴォイド・ムーン」の時間帯には仕事をしないようにキャシーに警告する。マックスが失敗したのもその時間帯だったのだ。
キャシーは入念で巧みな準備を整えてターゲットの部屋に潜入するが、部屋の金庫の中には予想より少ない現金しか見つからず、ヴォイド・ムーンの時間帯を跨いでターゲット客の眠る寝室などを探し回るはめになる。最終的にはその客が肌身離さず持っていたブリーフケースを見つけて盗み出すことに成功するが、翌朝その客は死体で発見される。
クレオパトラの支配人ヴィンセント・グリマルディは、盗まれた金を取り戻すために私立探偵ジャック・カーチを雇う。グリマルディはその客が実はマイアミから来た運び屋で、250万ドルを持っていたのだと告げる。マイアミのギャング組織がこのホテルを買収するための工作資金だったのである。カーチはキャシーの仕事の手際の良さに舌を巻くが、監視カメラの映像から彼女の仕事道具を作った業者を突き止めてそこから足取りを追っていく。
キャシーは盗んだブリーフケースに想定の数倍の大金が入っていることに驚き、それを持ち逃げしようとレンフロに持ちかけるが、レンフロはそれを拒んで彼女から金を受け取る。カーチの捜査はレンフロに行き着き、彼の自宅に押し入って彼を拷問するが、彼は金の在り処を白状せずに自殺する。
カーチはいよいよキャシーの勤務先のポルシャ販売店を突き止めるが彼女から金の在り処を聞き出すことに失敗し、彼女の自宅に侵入して捜索し、彼女の娘ジョディーの存在を知り、彼女の家に行って誘拐する。
カーチはキャシーに対し、盗んだ金を持ってクレオパトラの最上階の部屋に来るように要求する。キャシーはレンフロが隠していた金を手に入れ、危険を冒してそのフロアに潜入し、ルームサービスのワゴンに隠れてカーチのいる部屋に入り、ジョディーを救い出そうとする。カーチはキャシーに騙されたグリマルディに疑われて窮地に陥るが、逆転してグリマルディを殺害する。キャシーが金を盗み出した客が殺されたのはグリマルディの仕業であり、彼はキャシーにわざと金を盗ませ、カーチに捕らえさせて金を取り戻し、その上でカーチを密かに殺して彼が金を持ち逃げしたことにしようと企んでいたのだった。
カーチはキャシーとジョディーを捕まえようとするが、戦いの末、キャシーはカーチを窓の外に突き飛ばし、彼は転落死する。
ジョディーを連れてロサンゼルスに戻る道すがら、キャシーはこのまま娘と大金を持ってメキシコに逃げてしまいたい誘惑にかられるが、最後には思いとどまってジョディーを養父母の元に送り届け、自身はまた車を駆って遠くに去っていく。